# Чемпионат Львовской области по футболу
Премьер-лига Львовщины — областное соревнование украинского футбола среди любительских команд. До 2008 года называлось чемпионат Львовской области по футболу. Проводится под эгидой Львовской ассоциации футбола.

## Все победители
| Год          | Победитель                    | 2 место                   | 3 место                 |
| ------------ | ----------------------------- | ------------------------- | ----------------------- |
| 1940         | «Динамо» Львов                |                           |                         |
| 1942         | «Украина» Львов               |                           |                         |
| 1943         | «Скала» Стрый                 |                           |                         |
| 1944         | «Ватра» Дрогобыч              |                           |                         |
| 1945         | «Динамо» Львов                |                           |                         |
| 1948         | «Спартак» Яворов              |                           |                         |
| 1949         | «Пищевик» Винники             |                           |                         |
| 1950         | ОБО-2 Львов                   |                           |                         |
| 1951         | «Колхозник» Бобрка            |                           |                         |
| 1952         | «Искра» Золочев               |                           |                         |
| 1953         | «Динамо» Львов                |                           |                         |
| 1954         | «Колхозник» Бобрка            |                           |                         |
| 1955         | «Буревестник» Золочев         |                           |                         |
| 1956         | «Буревестник» Золочев         |                           |                         |
| 1957         |                               |                           |                         |
| 1958         | «Авангард» Нестеров           |                           |                         |
| 1959         | «Спартак» Дрогобыч            |                           |                         |
| 1960         | «Авангард» Винники            |                           |                         |
| 1961         | «Сельмаш» Львов               |                           |                         |
| 1962         | «Сельмаш» Львов               |                           |                         |
| 1963         | ЛВВПУ Львов                   |                           |                         |
| 1964         |                               |                           |                         |
| 1965         | «Химик» Новый Роздел          |                           |                         |
| 1966         | «Сокол» Львов                 |                           |                         |
| 1967         | «Шахтёр» Червоноград          |                           |                         |
| 1968         | «Химик» Новый Роздел          |                           |                         |
| 1969         | «Химик» Новый Роздел          |                           |                         |
| 1970         | «Сокол» Львов                 | «Химик» Новый Роздел      |                         |
| 1971         | «Сокол» Львов                 |                           |                         |
| 1972         | «Авангард» Стрый              |                           |                         |
| 1973         | «Сокол» Львов                 |                           |                         |
| 1974         | СКА Львов                     | «Сокол» Львов             | «Сахарник» Ходоров      |
| 1975         | СКА Львов                     | «Ватра» Рудно             | «Сахарник» Ходоров      |
| 1976         | СКА Львов                     | «Сокол» Львов             | «Ватра» Рудно           |
| 1977         | «Шахтёр» Червоноград          |                           |                         |
| 1978         |                               |                           |                         |
| 1979         | «Шахтёр» Червоноград          | «Цементник» Николаев      | «Химик» Новый Роздел    |
| 1980         | «Химик» Дрогобыч              |                           |                         |
| 1981         | «Химик» Дрогобыч              |                           |                         |
| 1982         | «Спартак» Самбор              |                           |                         |
| 1983         | «Цементник» Николаев          |                           |                         |
| 1984         | «Спартак» Самбор              |                           |                         |
| 1985         | «Спартак» Самбор              |                           |                         |
| 1986         | «Цементник» Николаев          |                           |                         |
| 1987         | «Авангард» Жидачов            |                           |                         |
| 1988         | «Спартак» Самбор              |                           |                         |
| 1989         | «Карпаты» Каменка-Бугская     | «Горняк» Новояворивск     | «Спартак» Самбор        |
| 1990         | «Газовик» Комарно             | «Колос» Городок           | «Луч» Воля-Баранецкая   |
| 1991         | «Горняк» Новояворивск         |                           |                         |
| 1992 (весна) | «Цементник» Николаев          |                           |                         |
| 1992/1993    | «Карпаты» Каменка-Бугская     |                           |                         |
| 1993/1994    | «Гарай» Жолква                |                           |                         |
| 1994/1995    | «Явор» Яворов                 |                           |                         |
| 1995/1996    | «Явор» Яворов                 |                           |                         |
| 1996/1997    | «Явор» Яворов                 |                           |                         |
| 1997/1998    | «Явор» Яворов                 |                           |                         |
| 1998/1999    | СК «Трускавец»                |                           |                         |
| 1999 (осень) | «Нефтяник» Борислав           |                           |                         |
| 2000         | «Рочин» Сосновка              | «Сокол» (Золочев)         | «СКА-Орбита» (Львов)    |
| 2001         | «Рочин» Сосновка              | «Карпаты» (Трускавец)     | ФСК «Яворов»            |
| 2002         | «Рава» Рава-Русская           | «Гарай» Жолква            | «Рочин» Сосновка        |
| 2003         | «Рава-2» Рава-Русская         | «Гарай» Жолква            | «Шахтёр» Червоноград    |
| 2004         | «Карпаты» Трускавец           | «Гарай» Жолква            | «Рава-2» Рава-Русская   |
| 2005         | «Карпаты» Каменка-Бугская     | «Сокол» Суховоля          | «Шахтёр» Червоноград    |
| 2006         | «Шахтёр» Червоноград          | «Карпаты» Каменка-Бугская | «Сокол» Суховоля        |
| 2007         | «Рава» Рава-Русская           | «Галичина» Львов          | «Сокол» Суховоля        |
| 2008         | «Рава» Рава-Русская           | «Галичина» Львов          | «Шахтёр» Червоноград    |
| 2009         | «Карпаты» Каменка-Бугская     | «Шахтёр» Червоноград      | «Галичина» Дрогобыч     |
| 2010         | «Нафтуся» Сходница            | «Самбор»                  | «Карьер» Торчиновичи    |
| 2011         | «Куликов»                     | «Карпаты» Каменка-Бугская | «Самбор»                |
| 2012         | «Рух» Винники                 | «Карпаты» Каменка-Бугская | «Куликов»               |
| 2013         | «Рух» Винники                 | «Николаев»                | «Горняк» Сосновка       |
| 2014         | «Рух» Винники                 | «Горняк» Сосновка         | «Николаев»              |
| 2015         | «Рух» Винники                 | «Демня»                   | «Боры» Бориничи-Ходоров |
| 2016         | «Демня»                       | «Горняк» Сосновка         | «Карьер» Торчиновичи    |
| 2017         | «Николаев»                    | «Рочин» Сосновка          | «Демня»                 |
| 2018         | «Юность» Верхняя Белка        | «Демня»                   | «Николаев»              |
| 2019         | «Юность» Верхняя Белка        | «Николаев»                | «Демня»                 |
| 2020         | «Юность» Верхняя/Нижняя Белка | «Николаев»                | «Кормил» Давыдов        |
| 2021         | «Юность» Верхняя/Нижняя Белка | «Николаев»                | «Феникс» Подмонастырь   |
| 2022         | «Юность» Верхняя/Нижняя Белка | «Феникс» Подмонастырь     | «Темп» (Видники/Зубра)  |
| 2023         | «Юность» Верхняя/Нижняя Белка | «Николаев»                | «Феникс» Подмонастырь   |
| 2024         | «Николаев»                    | «Пятничаны»               | «Горняк» Новояворовск   |